# Prato (gastronomia)

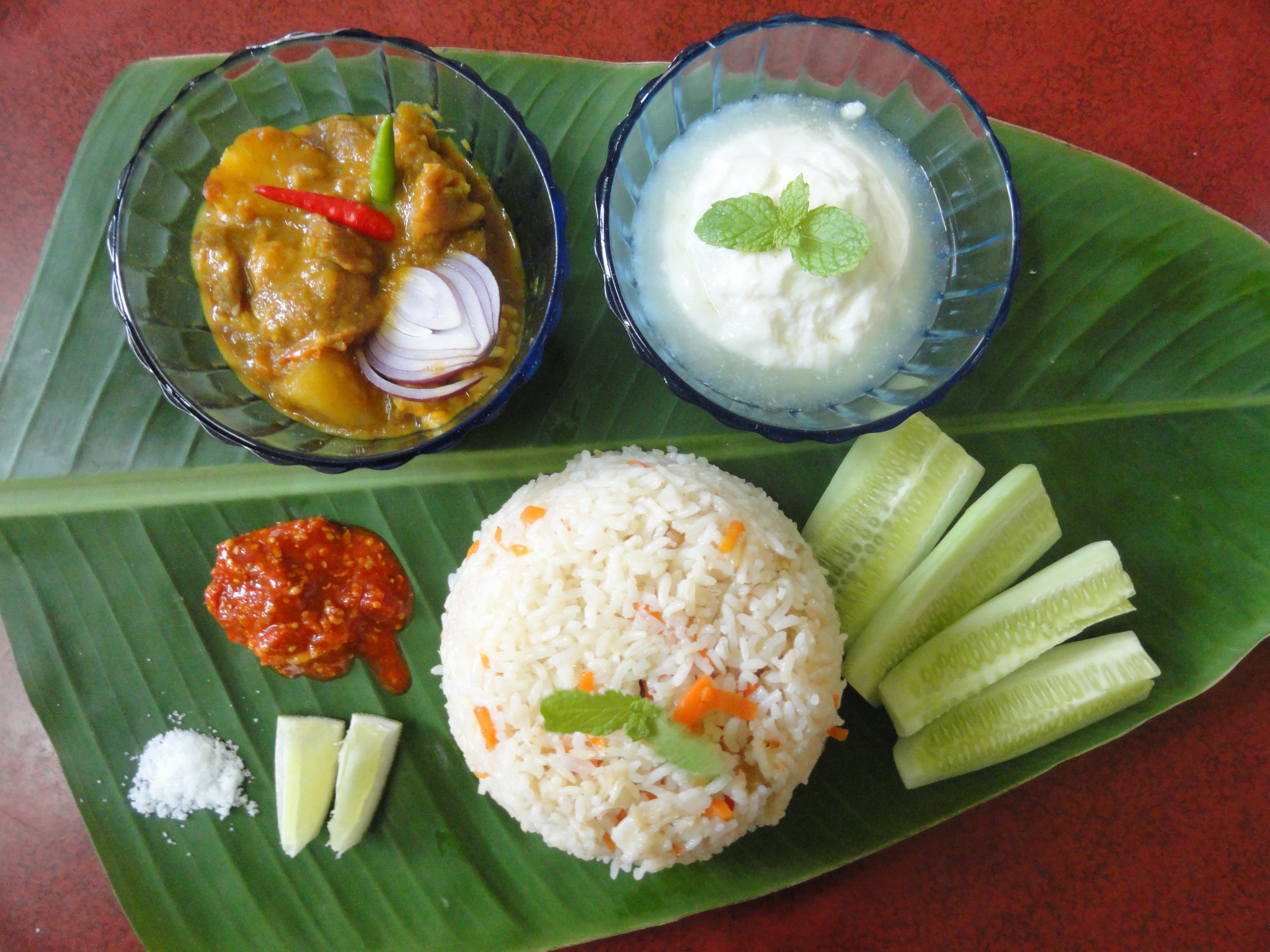
Pulao Mangsho, um plato tradicional de pilaf índio de Bengala Ocidental.

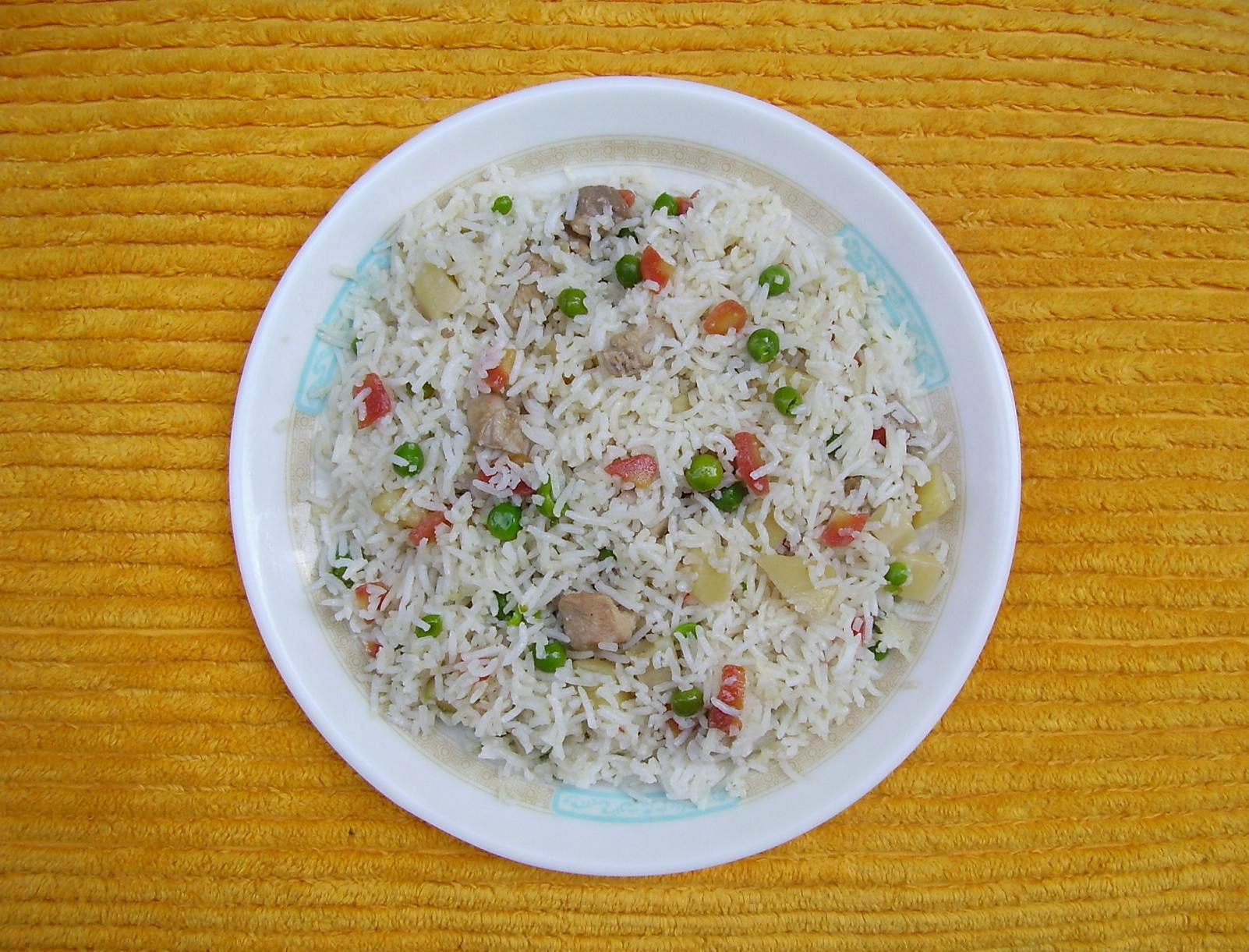
Um prato de arroz chinês num prato

Em gastronomia, um prato é uma preparação culinária que é servida para ser consumida. Normalmente serve-se sobre um recipiente que é designado por prato, daí seu nome, embora possa ser utilizado com outro elemento da louça, como uma tigelal. Um prato consome-se com a ajuda de talheres (colher, faca, garfo, palitos, etc) ou com a mão.
Preparações como, por exemplo, os pães e biscoitos, podem ser comidos também num prato à mesa, mas não são considerados pratos. Na cultura européia, uma comida quotidiana consta por dois pratos que costumam se denominar entrada e prato principal, uma vez que um é comido após o outro. Depois, a refeição é terminada com uma sobremesa, que se for preparada, também é considerada um prato. Em algumas culturas uma refeição é sempre composta por apenas um prato, sendo denominada prato único. Às vezes podem-se servir muitos pratos na mesa, por exemplo, no caso das tapas espanholas ou os meze árabes.
As orientações para preparar um prato chamam-se receitas.

## Denominação do plato
Muitos pratos têm nomes específicos (por exemplo, o sauerbraten alemão, os chilaquiles mexicanos ou o kinilaw filipino), enquanto outros têm nomes descritivos (bistec à la parrila, pimentões recheados, arroz doce).
Algumas denominações alimentares estão associadas a lugares específicos, seja por terem se originado ali ou em homenagem a essas localidades, como por exemplo os Buffalo wings (Buffalo, EE. UU.), o sándwich (Sandwich, Reino Unido) tamales oaxaqueños (Oaxaca, México), milanesa (Milão, Itália), tallarines à boloñesa (Bolonha, Itália), ensaladilla russa (Rússia).
Na Europa, é comum que alguns pratos recebam o nome de pessoas específicas. Isso pode ocorrer para homenagear alguém, seja porque o prato era seu favorito, porque foi a primeira pessoa a prepará-lo ou porque foi ela quem inventou a receita.Por exemplo, o queijo Brillat-Savarin, (Jean Anthelme Brillat-Savarin), a tarta pavlova (Anna Pávlova), a ternera Strogonoff (Pável Stróganov) a pizza Margarita (Margarita de Saboya), a bolacha Garibaldi (Giuseppe Garibaldi), o boi Wellington (Duque de Welligton) ou o sándwich (Duque de Sandwich).

## Veja-se também
- Aperitivo
- Bebida
- Alimento
- Guarnição